# 赤盾藻属
赤盾藻属（学名：Stenopeltis）为多遗子藻科的一个属。在中国仅存在北方赤盾藻1个种。

## 下级分类
本属包括以下物种：
- 北方赤盾藻 Stenopeltis borealis